# National Information Standards Organization
Die National Information Standards Organization (NISO) ist eine US-amerikanische Standardisierungsorganisation, die technische Standards für bibliografische und bibliothekarische Anwendungen entwickelt, betreut und veröffentlicht. Sie wurde 1939 gegründet, 1983 in eine gemeinnützige Bildungs-Organisation umgewandelt und sie erhielt ihren heutigen Namen 1984.
Die NISO ist beim American National Standards Institute (ANSI) akkreditiert und vertritt die Interessen der USA im Technischen Komitee 46 (Information und Dokumentation) der Internationalen Organisation für Normung (ISO). NISO-Standards werden von der ANSI veröffentlicht. Viele NISO-Standards sind auf der Webseite der Organisation verfügbar.
Alle Namen der NISO-Standards beginnen mit »ANSI/NISO Z39.«. Beispiele sind
- Z39.2 (MARC für bibliographische Daten)
- Z39.50 (Protokoll zum Zugriff auf bibliographische Datenbanken)
- Z39.83-2002 (National Information Standards Organization Circulation Interchange Protocol; kurz NCIP)[1]
- Z39.86-2005 (DAISY Digital Talking Book, DTBook)
- Z39.87 (Elemente zur Beschreibung technischer Metadaten von Bilddateien, vgl. NISO MIX)
- Z39.88 (OpenURL)